# Graham Reid
Graham Reid, född den 9 april 1964 i Redcliffe, Australien, är en australisk landhockeyspelare.
Han tog OS-silver i herrarnas landhockeyturnering i samband med de olympiska landhockeytävlingarna 1992 i Barcelona.